# Aime-moi
Pour l'album de Sylvie Vartan, voir Aime-moi (album de Sylvie Vartan).
Albums de Julien Clerc
Femmes, Indiscrétion, Blasphème
(1982) Les Aventures à l'eau
(1987)
Aime-moi est le treizième album studio de Julien Clerc sorti en 1984. L'album est certifié disque de platine pour plus de 400 000 ventes en France.

## Titres
| 1.          | La Fille aux bas nylon        | Luc Plamondon     | Julien Clerc, Jean Roussel | 4 min 19 s |
| 2.          | Mélissa                       | David Mc Neil     | Julien Clerc               | 2 min 55 s |
| 3.          | Amour consolation             | Serge Gainsbourg  | Julien Clerc               | 3 min 51 s |
| 4.          | Angela                        | David Mc Neil     | Julien Clerc, Greg Karp    | 2 min 55 s |
| 5.          | Y'a plus de rock au Tennessee | David Mc Neil     | Julien Clerc               | 3 min 58 s |
| 6.          | Respire                       | Jean-Loup Dabadie | Julien Clerc               | 3 min 51 s |
| 7.          | Aime-moi                      | Jean-Loup Dabadie | Julien Clerc               | 4 min 27 s |
| 8.          | Bambou Bar                    | Luc Plamondon     | Julien Clerc               | 4 min 01 s |
| 9.          | Tant d'amour                  | Jean-Loup Dabadie | Julien Clerc               | 3 min 21 s |
| 10.         | To Be or Not to Be Bop        | David Mc Neil     | Julien Clerc               | 4 min 08 s |
| 38 min 10 s |                               |                   |                            |            |

## Classement
| Classement (1984–85)             | Meilleure place |
| -------------------------------- | --------------- |
| Europe (European Top 100 Albums) | 54              |
| France (SNEP)                    | 2               |

## Certification
| Pays          | Certification | Date | Ventes certifiées |
| ------------- | ------------- | ---- | ----------------- |
| France (SNEP) | Platine       | 1985 | 400 000           |